# Karl Marginson

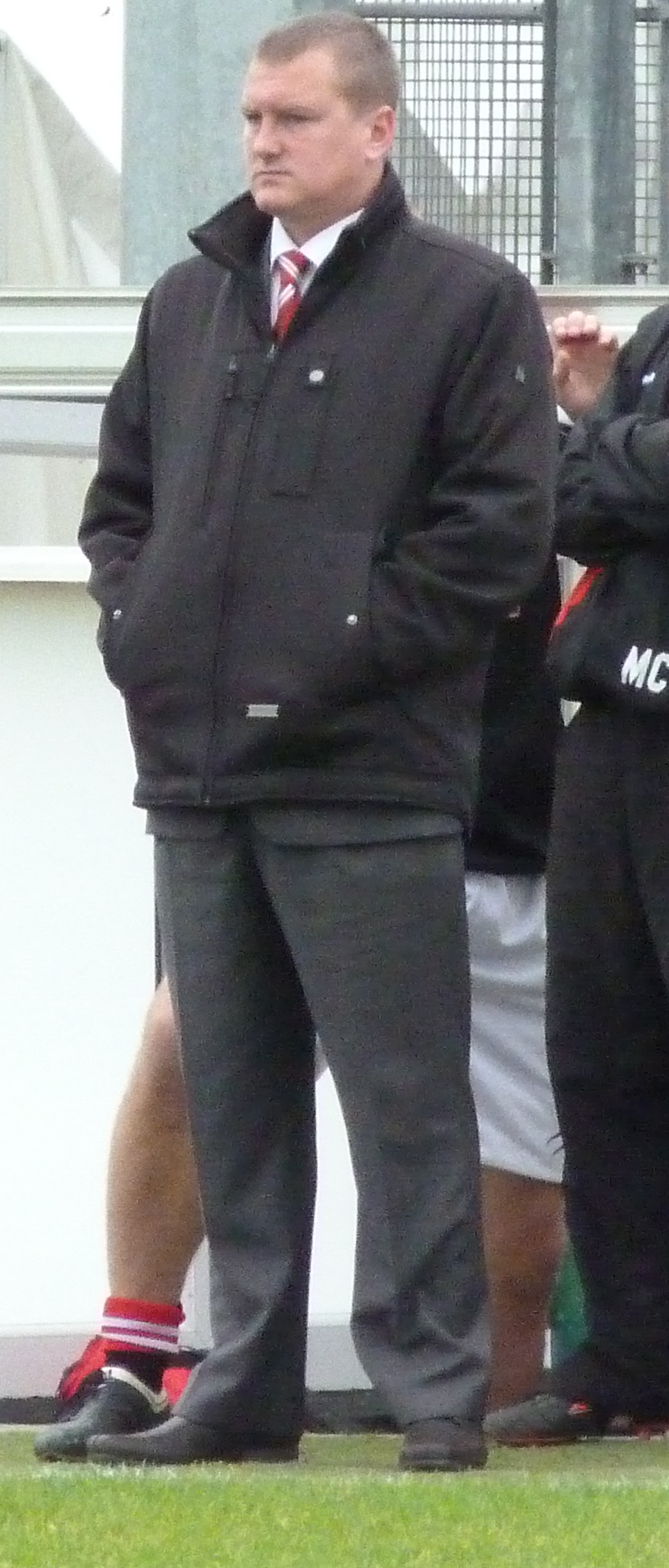
Karl Marginson

Karl Marginson, född 11 november, 1970, är en engelsk fotbollstränare och före detta spelare. Han var från 22 juni 2005, till oktober 2017, manager för FC United of Manchester. Har som spelare spelat i lag som Blackpool FC, Rotherham United, Macclesfield Town, Salford City, Hyde United, Stalybridge Celtic, Barrow AFC, Chorley FC, Droylsden FC, Curzon Ashton och Bacup Borough.